# Kruiskruidzadelmot
De kruiskruidzadelmot (Epiblema costipunctana) is een vlinder uit de familie bladrollers (Tortricidae). De wetenschappelijke naam is voor het eerst geldig gepubliceerd in 1811 door Haworth.
De soort komt voor in Europa.